# Oxyopes tikaderi
Oxyopes tikaderi is een spinnensoort uit de familie van de lynxspinnen (Oxyopidae).
De wetenschappelijke naam van de soort werd in 1995 gepubliceerd door Bijan Kumar Biswas & Subhash Chandra Majumder.